# Kistki
Kistki (Stare Kistki) – część miasta Sochaczewa w województwie mazowieckim. Leży nad Bzurą, w środkowej części miasta, wzdłuż ulicy Chopina  i jej bocznic. W latach 1954–1976 w granicach Chodakowa.

## Historia
Dawniej samodzielna wieś. Od 1867 w gminie Chodaków w powiecie sochaczewskim. W okresie międzywojennym należał do woj. warszawskiego; W 1921 roku liczba mieszkańców wynosiła 98. 20 października 1933 utworzono gromadę Kistki w granicach gminy Chodaków, składającą się ze wsi Kistki, folwarku Trojanów, młyna Trojanów, browaru Trojanów, parafii Trojanów i osady Adamówka.
Podczas II wojny światowej w Generalnym Gubernatorstwie, w dystrykcie warszawskim (Landkreis Sochaczew). W 1943 mieјscowość liczyła 1215 mieszkańców.
Po wojnie Kistki powróciły do powiatu sochaczewskigo w woj. warszawskim jako jedna z 48 gromad gminy Chodaków. 
W związku z reorganizacją administracji wiejskiej jesienią 1954, wieś Kistki weszła w skład nowej gromady Chodaków. 13 listopada 1954, po pięciu tygodniach, gromadę Chodaków zniesiono w związku z nadaniem jej statusu osiedla, w związku z czym Kistki stały się integralną częścią osiedla Chodakowa, a po nadaniu osiedlu Chodaków statusu miasta 1 stycznia 1967 – częścią miasta Chodakowa.
1 stycznia 1977 miasto Chodaków włączono do Sochaczewa, przez co Kistki stały się integralną częścią Sochaczewa.
Nazwa nie występuje w systemie TERYT.